# Gestreepte graanaardvlo
De gestreepte graanaardvlo (Phyllotreta vittula) is een keversoort uit de familie bladkevers (Chrysomelidae), die tot de tribus Alticini behoort. De wetenschappelijke naam van de soort werd in 1849 gepubliceerd door Redtenbacher. De soort komt van nature voor in het Palaearctisch gebied en Noord-Afrika en is geIntroduceer in Noord-Amerika.

## Beschrijving
De langwerpig ovale kever is 1,8-2,3 mm lang. De dekschilden zijn donkergroen tot bijna zwart met in de lengte lopende, iets gebogen, gele strepen. De strepen zijn aan de binnenkant recht. De frons (voorhoofd) is gepunkteerd.  De kop en het rugschild hebben meestal een metaalachtige, groene glans. De eerste vier geledingen van de antenne zijn bruingeel. De poten van de kever zijn geelachtig tot bruinachtig met donkerder dijen. De basis van het scheenbeen is bruin. Dankzij een veermechanisme (de "metafemorale veer") in de sterk ontwikkelde dij van de achterste poten kunnen de kevers, typisch voor de meeste aardvlooien wegspringen bij gevaar. Het mannetje is iets kleiner dan het vrouwtje, waarbij het eerste segment van de tarsus breder is.

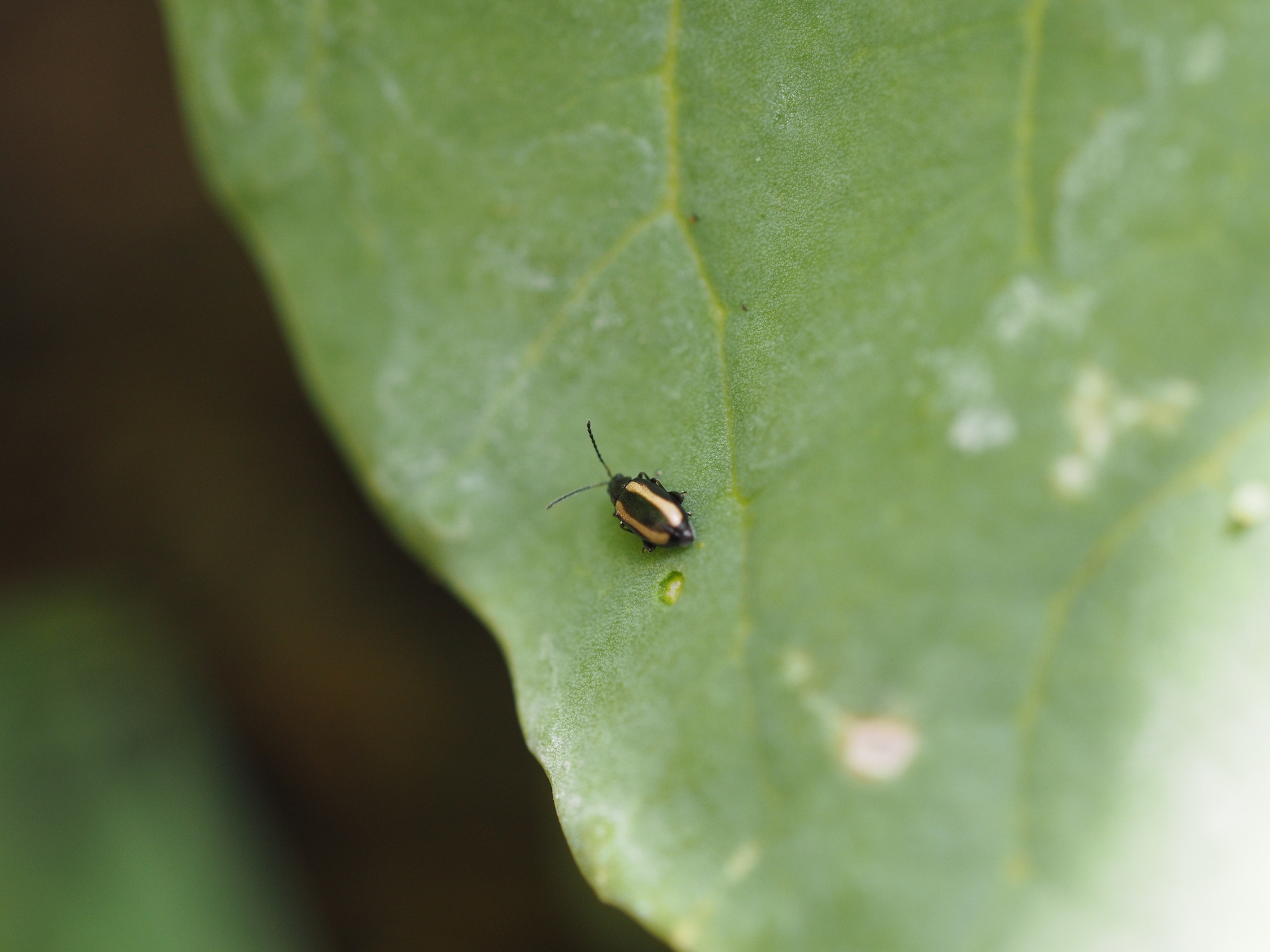
Kever
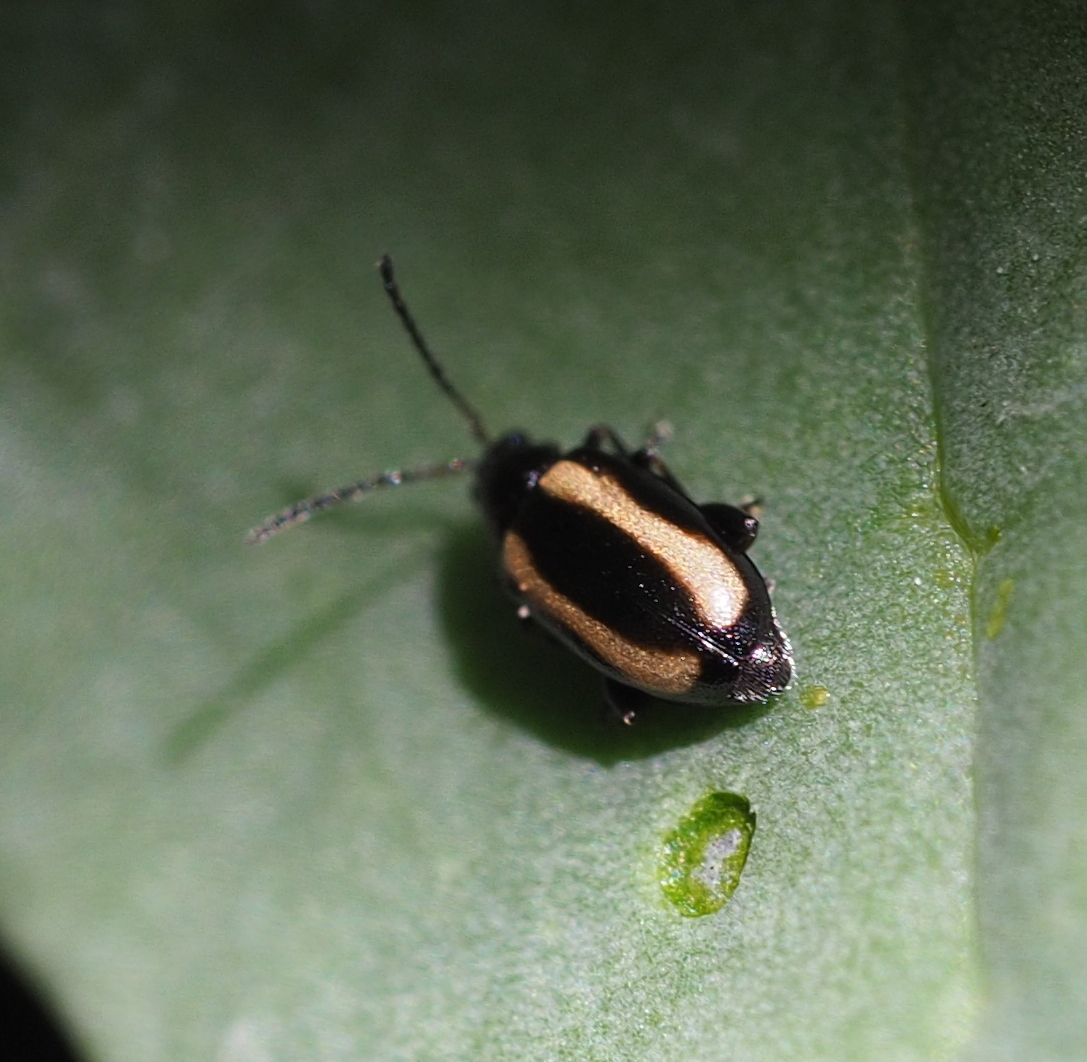
Kever met vraatschade
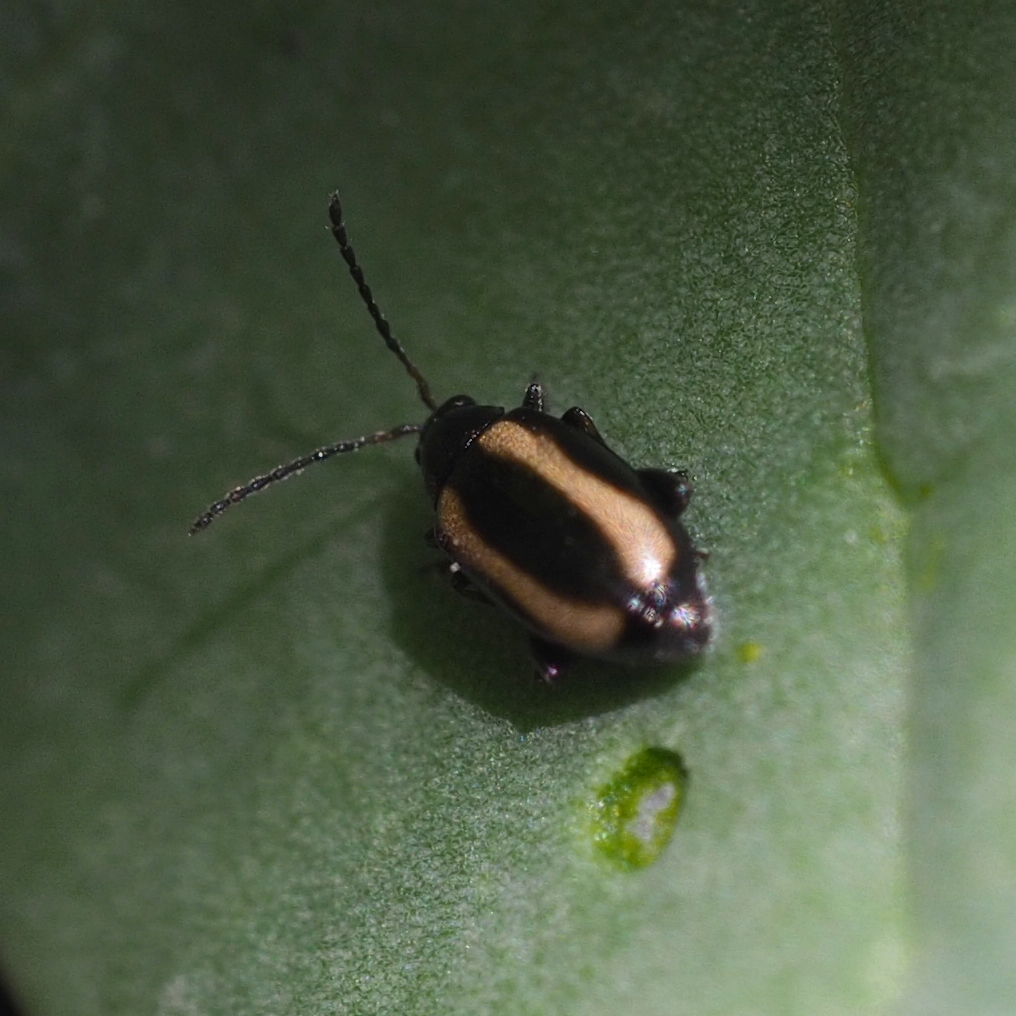
Antenne

## Levenscyclus
De kevers vormen één generatie per jaar. De kevers verschijnen eind maart en begin april. De paring vindt plaats eind april en in mei. De vrouwtjes leggen de eieren in de grond op een diepte van 1-4 cm. De larven voeden zich met de plantenwortels en worden in het derde larvale stadium 3,5 mm lang. De buitenkant van de larve is bedekt met dunne haren en aan het achterlijf zit een stekel. De verpopping vindt plaats in de grond en duurt twee weken. De kevers van de nieuwe generatie verschijnen begin juli en overwinteren in mos, bladafval en dood hout.

## Waardplanten
Waardplanten zijn kruisbloemmige soorten en soorten die tot de grassenfamilie behoren, zoals tarwe, haver, gierst, maïs en kweek. Ook de biet behoort tot de waardplanten. De kevers vreten van de bovenkant van de bladeren en de larven vreten van de wortels van de waardplanten. De kevers kunnen het bromusmozaïekvirus (BMV) overbrengen.